# Jünglingsbund
Der Jünglingsbund war eine aus den Burschenschaften auf Veranlassung von Karl Follen entstandene geheime Vereinigung, die in der Demagogenverfolgung unterging.
Ursprünglich wurde der Bund 1822 in Braunschweig durch Franz von Florencourt gegründet. Nachdem die Mitglieder sich an verschiedenen Universitäten einschrieben, gewann der Bund eine größere Ausbreitung. Der Burschenschafter Adolph von Sprewitz aus Jena begann Mitglieder zu werben. Es fanden sich etwa 120 Burschenschafter, darunter auch Arnold Ruge, die sich daran beteiligten. Ziele des Vereines waren die Beseitigung der aristokratischen Regierungen und die deutsche Einheit. Nach Follens Absicht sollten der Jünglingsbund die Aktionen durchführen, die ein parallel entstehender „Männerbund“ aus „führenden Demokraten“ entwerfen sollte. Ein solcher Männerbund kam nie zustande.
Auf dem Nürnberger Bundestag am 12. Oktober 1822 wurde Robert Wesselhöft zum Vorsitzenden gewählt.
Am 31. August 1823 wurde der Jünglingsbund durch Johannes Andreas Dietz an die preußische Polizei verraten, bevor es zu irgendeiner Aktion kam. Die Mitglieder wurden verhaftet und besonders in Preußen zu hohen Festungsstrafen verurteilt. Auf Heinrich von Priesers Initiative hin wurden 1824 21 Mitglieder des Jünglingsbundes in Württemberg verhaftet und angeklagt.

## Bekannte Mitglieder
- Charles Beck (1798–1866), Mitglied des Repräsentantenhauses von Massachusetts
- Heinrich Wilhelm Bensen (1798–1863), Lehrer und Historiker
- Hermann Askan Demme (1802–1867), Arzt
- Johann Christian Wilhelm Dittmar (1801–1877), Mitglied der Bayerischen Abgeordnetenkammer
- Gottfried Eisenmann (1795–1867), Mitglied der Frankfurter Nationalversammlung
- Karl Wilhelm Feuerbach (1800–1834), Mathematiker (seine Brüder Ludwig , Anselm und Eduard waren vermutlich ebenfalls Mitglieder)
- Franz Chassot von Florencourt (1803–1886), Schriftsteller und Journalist
- Wilhelm Havemann (1800–1869), Historiker
- Ferdinand Ignaz Herbst (1798–1863), römisch-katholischer Theologe
- Ferdinand Huhold (1802–1880), lutherischer Theologe
- Gottlieb Christian Kippe (1802–1883), Mitglied der Mecklenburgischen Abgeordnetenversammlung
- Karl Knaus (1801–1844), Nationalökonom, Agrarwissenschaftler, Kameralist
- Gustav Kolb (1798–1865), Journalist
- Heinrich August Kübel (1799–1855), Landtagsabgeordneter (Württemberg, Zweite Kammer)
- Georg Wolfgang Karl Lochner (1798–1882), Nürnberger Archivar und Schulmann
- Theodor Olshausen (1802–1869), Mitglied der Holsteinischen Ständeversammlung, Mitglied der Schleswig-Holsteinischen Landesversammlung
- Johann Ritter (1799–1880), Mitglied der Mecklenburgischen Abgeordnetenversammlung, evangelisch-lutherischer Geistlicher
- Eduard Florens Rivinus (1801–1873), Arzt
- Friedrich Rödinger (1800–1868), Mitglied des Vorparlaments, Mitglied der Frankfurter Nationalversammlung, Landtagsabgeordneter (Württemberg, Zweite Kammer)
- Arnold Ruge (1802–1880), Mitglied der Frankfurter Nationalversammlung, Schriftsteller
- Ignaz Schwörer (1800–1860), Gynäkologe und Geburtshelfer
- Adolph von Sprewitz (1800–1882), Oberinspektor des Landesarbeitshauses in Güstrow
- Gottlob Tafel (1801–1874), Mitglied des Vorparlaments, Mitglied der Frankfurter Nationalversammlung
- Gottlieb von Thon-Dittmer (1802–1853), Bürgermeister von Regensburg
- Robert Wesselhöft (1796–1852), Arzt
- Gustav Adolf Wislicenus (1803–1875), evangelischer Theologe
- Ferdinand Johannes Wit von Dörring (1799–1863), Schriftsteller, Journalist und Politiker
- Adolf von Zerzog (1799–1880), Mitglied der Frankfurter Nationalversammlung